# Криворожский национальный университет

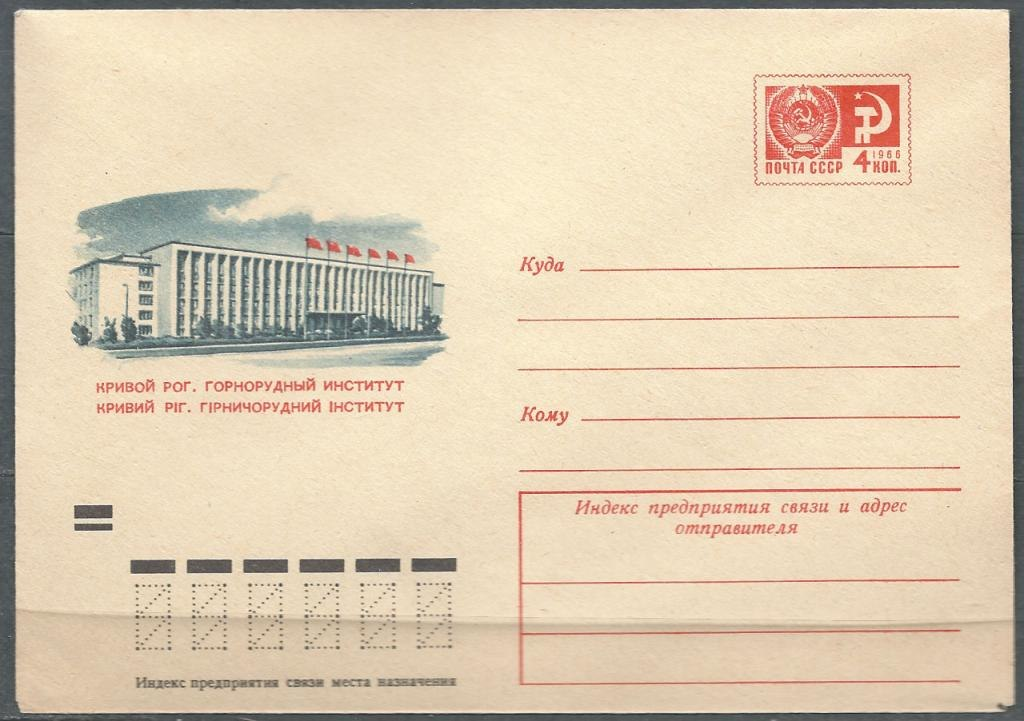
Почтовый конверт с изображением главного корпуса горнорудного института

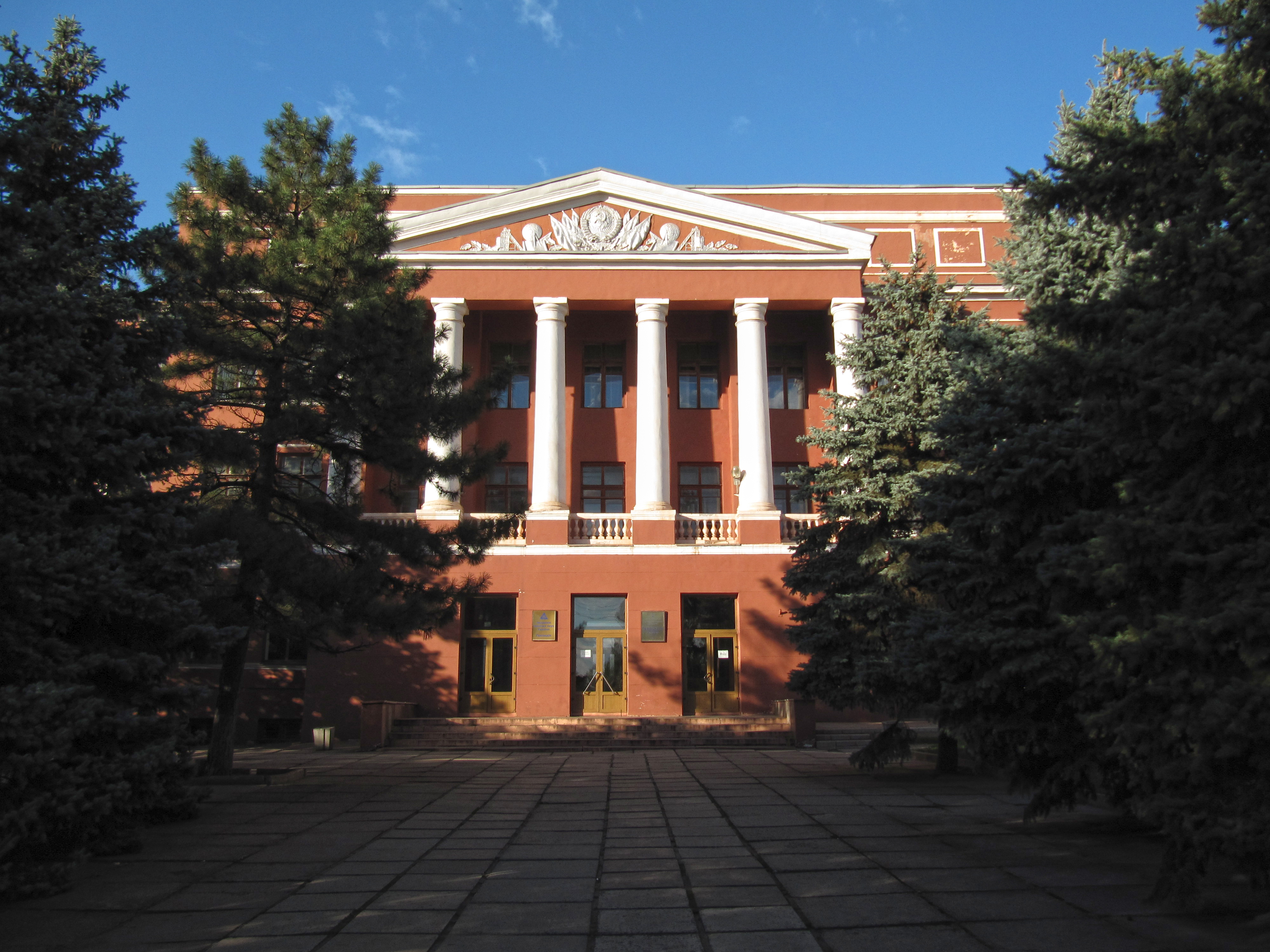
Корпус Горного факультета

Криворожский национальный университет (КНУ) (укр. Криворізький національний університет) — один из крупнейших вузов Украины, который находится в городе Кривой Рог.

## История
4 октября 1922 года, согласно специальному постановлению Советского правительства, в помещении 7-летней школы на станции Вечерний Кут начал работу Криворожский вечерний рабочий техникум. Его задачей было готовить инженерно-технические кадры для железорудных предприятий Криворожья. На трёх отделениях техникума — горном, механическом и электротехническом — начали обучение 67 студентов, учебный процесс осуществляли 20 преподавателей, 9 из которых имели высшее образование.
28 ноября 1929 года, постановлением Народного комиссариата просвещения УССР, техникум был преобразован в Криворожский вечерний рабочий горный институт, с 1931 года — Криворожский горнорудный институт (КГРИ).
В 1932 году для учёных института по Первомайской улице 11 был построен жилой дом, так называемый дом профессуры.
В годы Великой Отечественной войны институт был эвакуирован в Нижний Тагил, с 20 сентября 1941 года по август 1944 года работал в помещении местного металлургического техникума.
В сентябре 1944 года возобновил занятия для студентов в Кривом Роге. Увеличилось количество специальностей, по которым готовились инженерные кадры, возросла роль науки в формировании профессорско-преподавательского коллектива, 5 преподавателей удостоилось Ленинской и Государственной премий.
В 1950 году основан минералогический музей.
В 1969 году на ВДНХ СССР учёными КГРИ были представлены 39 научно-исследовательских работ. Институт был награждён Большой Золотой медалью и дипломом 1-й степени, а 29 преподавателей и 23 студента медалями и премиями выставки.
11 октября 1972 года за заслуги в подготовке инженерных кадров и развитие научных исследований институт награждён орденом Трудового Красного Знамени. Значительное количество преподавателей и научных работников было отмечено правительственными наградами.
7 мая 1988 года возле старого корпуса по улице Пушкина открыт памятник студентам и преподавателям Криворожского горнорудного института.
В 1994 году институт получил статус технического университета.
21 марта 2011 года, постановлением Кабинета Министров Украины, путём слияния Криворожского технического университета, Криворожского педагогического института и Криворожского экономического института, был образован Криворожский государственный университет. 24 мая 2011 года Указом Президента Украины Виктора Януковича № 599/2011 Криворожскому государственному университету присвоен статус национального.

## Структура

### Факультеты
Университет включает 7 факультетов:
- Горный;
- Геолого-экологический;
- Информационных технологий;
- Машиностроения;
- Строительный;
- Электротехнический факультет;
- Транспортный.

### Институты
- Государственный научно-исследовательский горнорудный институт[8];
- Научно-исследовательский институт безопасности труда и экологии в горнорудной и металлургической промышленности;

### Колледжи
- Индустриальный колледж;
- Политехнический колледж;
- Ингулецкий колледж;
- Горный колледж;
- Горно-электромеханический колледж;
- Автотранспортный колледж[9].

## Международная деятельность
Университет в настоящее время поддерживает отношения и, в некоторых случаях, программы обмена студентами с университетами 40 государств, в том числе с рядом бывших республик Советского Союза.
Некоторые университеты-партнёры:
| Государство | Университет                                          |
| ----------- | ---------------------------------------------------- |
| Беларусь    | Белорусский национальный технический университет     |
| Вьетнам     | Технологический университет Хо Ши Мина               |
| Марокко     | Университет Касабланки                               |
| Россия      | Московский государственный горный университет        |
| Алжир       | Университет науки и технологии Мохамед Будиаф М’Сила |

## Ректоры
- 1938—1941, 1943—1951 — Правицкий, Николай Климентьевич;
- 1951—1973 — Малахов, Георгий Михайлович;
- 1973—1985 — Астафьев, Юлий Павлович;
- 1985—2003 — Бызов, Владимир Фёдорович;
- 2003—2006 — Вилкул, Юрий Григорьевич;
- 2006—2010 — Темченко, Анатолий Георгиевич;
- с 2010 — Ступник, Николай Иванович.

## Награды
- Большая золотая медаль ВДНХ и диплом 1-й степени (1969);
- Орден Трудового Красного Знамени (11 октября 1972);
- Почётная грамота Президиума Верховного Совета УССР (1982).